# Alcsútdoboz
Alcsútdoboz je vas na Madžarskem, ki upravno spada pod podregijo Bicskei Županije Fejér.